# Gubás Gabi
Gubás Gabi (Debrecen, 1974. április 7. –) Jászai Mari-díjas magyar színésznő, érdemes művész.

## Életpálya
Szülei Gubás István és Jánossy Róza. 1996-ban végzett a Színház- és Filmművészeti Főiskolán Kerényi Imre osztályában. 1996–2003 között a Radnóti Miklós Színházban szerepelt. 2003–2004 és 2009-2012 között szabadfoglalkozású színész volt. 2004-2009 között a kaposvári Csiky Gergely Színház tagja volt.
Játszott a Nemzeti Színházban, a Pécsi Nemzeti Színházban, a Thália Színházban, a Merlin Színházban, a József Attila Színházban és a Vidám Színpadon is.
2013-ban a MikulásGyár hivatalos gyereklemezét Czutor Zoltánnal közösen adták ki MákosGubás és a CzutorBorsók címmel, ennek eladásából befolyó teljes összeget a rászoruló gyerekek kapták.
2012 óta a Thália Színház társulatának tagja.
2016 óta az M5 csatornahangja.

## Színpadi szerepei

### Gabi-ként
- B. Török Fruzsina: Teljes lényeddel... Polcz Alaine
- Schikaneder-Mosonyi: Varázsfuvola... Pamina
- Barta Lajos: Szerelem... Böske
- William Shakespeare: Pericles...
- Szomory Dezső: Hagyd a nagypapát!... Teri
- Lajtai Lajos: Párizsi divat... Manci kisasszony
- Molnár Ferenc: A jó tündér... Lu
- Vajda Katalin: Anconai szerelmesek... Viktória
- Mándy Iván: Régi idők mozija... 1. Nő
- Calderón de la Barca: VIII. Henrik... Mária hercegnő
- Caragiale: Zűrzavaros éjszaka... Zita
- Euripidész: Iphigeneia Auliszban... I. Karvezető
- Bertolt Brecht: Rettegés és ínség...
- Mayenburg: Lángarc... Olga
- Móricz Zsigmond: Rokonok... Szentkálnay Magdolna
- Carlo Goldoni: Mirandolina... Ortensia
- Shakespeare: Athéni Timon...
- Harold Pinter: A születésnap... Lulu
- LaBute: Szentek fecsegése...
- Hauptmann: Patkányok... Paulina Piperkarcka
- Molnár Ferenc: Az ördög... Jolán
- Arisztophanész: Lüzisztraté... Lüzisztraté
- Csehov: Három nővér... Irina
- Eisemann Mihály: Fekete Péter... Klein Klára
- Ödön von Horváth: A végítélet napja... Anna
- Vörösmarty Mihály: Czillei és a Hunyadiak... Gara Mária
- Shakespeare: A szószegő szerelmesek, avagy a lóvátett lovagok (Lovak és lovagok nélkül)... Lány
- Zerkovitz Béla: Csókos asszony... Pünkösdy Katalin
- Molnár Ferenc: Olympia... Olympia
- Georges Feydeau: Bolha a fülbe... Raymonde Chandebise
- Shakespeare: Julius Caesar... Portia
- Tasnádi István: Paravarieté... Blondinné Dr. Csepcsányi Titanilla
- Eörsi István: Halálom reggelén... Henriette Vogel
- Kálmán Imre: Marica grófnő... Liza
- Mohácsi: 56 06 / őrült lélek vert hadak...
- Pálfy Zsolt: Csigalétra...
- Ács Bálint: Tenkes kapitánya... Rózsa
- Duras: Naphosszat a fákon... Marcelle
- Coelho: Tizenegy perc... Maria
- Móricz Zsigmond: Bethlen... Báthory Anna
- Szabó Magda: Abigél... Zsuzsanna testvér
- Garaczi László: EMKE - volt egyszer egy kávéház... Paulina; Irma, kasszírnő; Bonga; Drégely hadbíró

### Gabriellaként
- Várkonyi Mátyás: Sztárcsinálók....Octavia

## Filmjei
| - Kalózok (1999) - Pizzás (2000) - Papsajt (2002) - A rózsa énekei (2003) - Bolondok éneke (2003) - Szőke kóla (2005) - A könnyek völgye (2006) - Kis Vuk (2008) - Örvény (2008) - El a kezekkel a Papámtól! (2021) - Elk*rtuk (2021) | - Szökés a nagy árvíz idején (1996) - Sok hűhó Emmiért (1997) - Kisváros (1998–2001) - Millenniumi mesék (2000) - Gáspár (2001) - Karácsony verse (2003) - Régimódi történet (2006) - Starfactory (2014) - Munkaügyek (2014) - Válótársak (2015–2018) - Ecc-Pecc (2021) - A helység kalapácsa (2022) - BigBakShow (2025) |

## Szinkronszerepei
- A gyilkos (Murder!) [1930] – Diana Baring – Norah Baring
- A kikötő Máriája (La Marie du port) [1950] – Marie Le Flem – Nicole Courcel
- Rémület a színpadon (Stage Fright) [1950] – Eve Gill – Jane Wyman
- Egy nap a parkban (Villa Borghese) [1953]
- Zenevonat (The Band Wagon) [1953]
- Bajok Harryvel (The Trouble with Harry) [1955] – Jennifer Rogers – Shirley MacLaine
- Fekete orchidea (The Black Orchid) [1958]
- A Karamazov testvérek (The Brothers Karamazov) [1958] – Kátya – Claire Bloom
- Kitaszítva (The Unforgiven) [1960] – Rachel Zachary – Audrey Hepburn
- Cléves hercegnő (La princesse de Clèves) [1961] – Clèves hercegnő – Marina Vlady
- Ragyogás a fűben (Splendor in the Grass) [1961] – Wilma Dean Loomis – Natalie Wood
- A gyerekek órája / Végzetes rágalom (The Children’s Hour) [1961] – Karen Wright – Audrey Hepburn
- Éli az életét (Vivre sa vie: Film en douze tableaux) [1962] – Nana Kleinfrankenheim – Anna Karina
- Dzsingisz Kán (Genghis Khan) [1965] – Bortei – Françoise Dorléac
- Star Trek – I/9. rész: A gonoszság irtó gép (Star Trek: Dagger of the Mind) [1966] – Helen Noel – Marianna Hill
- A tolvaj (Le Voleur) [1967] – Charlotte – Geneviève Bujold
- Tükörútvesztő (The Looking Glass War) [1969] – A lány – Pia Degermark
- Egy kincskereső Mexikóban (Vamos a matar, compañeros) [1970] – Lola – Iris Berben
- Kezdjétek a forradalmat, de nélkülem! (Start the Revolution Without Me) [1970]
- A pap, a kurtizán és a magányos hős (The Ballad of Cable Hogue) [1970] – Hildy – Stella Stevens
- Pánik a Tű parkban (The Panic in Needle Park) [1971] – Helen, Bobby barátnője / Mrs. Rogers – Kitty Winn
- A rendőrnő (La poliziotta) [1974]
- Taxisofőr (Taxi Driver) [1976] – Betsy – Cybill Shepherd
- Sanchez gyermekei (The Children of Sanchez) [1978] – Consuelo Sánchez – Lupita Ferrer
- Az idő szorításában (When Time Ran Out...) [1980] – Nikki Spangler – Veronica Hamel
- Smokey és a bandita 2. (Smokey and the Bandit II) [1980]
- A róka és a kutya (The Fox and the Hound) [1981] – Rókica (hangja) – Sandy Duncan
- Legénybúcsú (Bachelor Party) [1984] – Bobbi – Tracy Smith
- A mi történetünk (Notre histoire) [1984] – Donatienne Pouget / Marie-Thérèse Chatelard / Geneviève Avranche – Nathalie Baye
- Mrs. Soffel – Börtönszerelem (Mrs. Soffel) [1984] – Irene Soffel – Trini Alvarado
- Déjá vu (Déjà vu) [1985] – Maggie / Brooke – Jaclyn Smith
- A diadalív árnyékában (Arch of Triumph) [1984] – Joan Madou – Lesley-Anne Down
- Vigyázat, nyomozunk! (Fuk sing go jiu) [1985] – Barbara Woo – Sibelle Hu
- A cigánylány (La gitane) [1986] – Mona – Valérie Kaprisky
- Gótika, avagy a szellem éjszakája (Gothic) [1986] – Claire Clairmont – Myriam Cyr
- Hegylakó (Highlander) [1986] – Heather – Beatie Edney
- Száguldó bosszú (The Wraith) [1986] – Keri Johnson – Sherilyn Fenn
- A törvénybe ütközve (Manhunt for Claude Dallas) [1986] – Ann Tillman – Annette Bening
- A hercegnő és a repülő varga (O princezne Jasnence a létajícím sevci) [1987]
- Hullámok bajnoka (North Shore) [1987] – Kiani – Nia Peeples
- Istenek fegyverzete (Long xiong hu di) [1987] – May – Lola Forner
- A nagy szökés 2. (The Great Escape II: The Untold Story) [1988] – Marie-Chantal – Mijou Kovacs
- Bernadette (La Passion de Bernadette) [1989] – Bernadette – Sydney Penny
- Tűzről pattant hölgy (Miss Firecracker) [1989] – Elain Rutledge – Mary Steenburgen
- Bosszúálló angyal (Descending Angel) [1990] – Irina Stroia – Diane Lane
- Joe és a vulkán (Joe Versus the Volcano) [1990] – DeDe / Angelica Graynamore / Patricia Graynamore – Meg Ryan
- Mesék a kriptából – II/6. rész: Síron túli bosszú (Tales from the Crypt: The Thing from the Grave) [1990] – Stacy – Teri Hatcher
- A nagy amerikai szexbotrány (Jury Duty: The Comedy) [1990] – Miss Doddsworth – Mädchen Amick
- Mi történt Baby Jane-nel? (What Ever Happened to Baby Jane?) [1991] – Connie – Amy Steel
- A szép bajkeverő (La belle noiseuse) [1991] – Marianne – Emmanuelle Béart
- Kísértet (The Vagrant) [1992] – Edie Roberts – Mitzi Kapture
- Only You – Téged egyedül (Only You) [1992] – Amanda Hughes – Kelly Preston
- Éjszakai bagoly (Night Owl) [1993] – Julia – Jennifer Beals
- Élj a pillanatnak! (For the Moment) [1993] – Lill – Christianne Hirt
- Hegylakó – II/4. rész: A sötétség (Highlander: The Darkness) [1993] – Greta – Traci Lords
- Super Mario Brothers (Super Mario Bros.) [1993] – Daisy hercegnő – Samantha Mathis
- A maszk (The Mask) [1994]
- Szenvedélyek viharában (Legends of the Fall) [1994] – Susannah – Julia Ormond
- Csodák utcája (El Callejón de los Milagros) [1995] – Alma 'Almita' – Salma Hayek
- Groteszk (The Grotesque) [1995] – Cleo Coal – Lena Headey
- Hegylakó – IV/9. rész: Kali haragja (Highlander: The Wrath of Kali) [1995] – Alice Ramsey – Molly Parker
- A Hold színei (Moonlight and Valentino) [1995] – Lucy Trager – Gwyneth Paltrow
- III. Richárd (Richard III) [1995] – Lady Anne – Kristin Scott Thomas
- A Bermuda-háromszög titka (Bermuda Triangle) [1996]
- Bogaras Joe (Joe's Apartment) [1996] – Lily Dougherty – Megan Ward
- Ez az életem (Citizen Ruth) [1996] – Rachel – Kelly Preston
- Gyönyörű lányok (Beautiful Girls) [1996] – Tracy Stover – Annabeth Gish
- Kegyelemlövés (Lowball) [1996]
- Ősamazonok (Jurrasic Woman) [1996]
- Rózsaágy (Bed of Roses) [1996] – Lisa Walker – Mary Stuart Masterson
- A világvége után (Omega Doom) [1996]
- Álljon meg a nászmenet! (My Best Friend's Wedding) [1997] – Kimberly Wallace – Cameron Diaz
- Apák napja (Fathers' Day) [1997] – Carrie Lawrence – Julia Louis-Dreyfus
- Bosszú és igazság Új-Mexikóban (Truth or Consequences, N.M.) [1997] – Addy Monroe – Kim Dickens
- Con Air – A fegyencjárat (Con Air) [1997] – Tricia Poe – Monica Potter
- Csillagközi invázió (Starship Troopers) [1997] – Carmen Ibanez kapitány – Denise Richards
- Egyéjszakás kaland (One Night Stand) [1997] – Mimi Carlyle – Ming-Na Wen
- Fedőneve: Donnie Brasco (Donnie Brasco) [1997] – Maggie – Anne Heche
- A hasfelmetsző (The Ripper) [1997] – Florry Lewis – Gabrielle Anwar
- Kényelmetlen karácsony (On the 2nd Day of Christmas) [1997] – Trish – Mary Stuart Masterson
- Mr. Magoo (Mr. Magoo) [1997] – Stacey Sampanahoditra – Jennifer Garner
- Nézd a tengert! (Regarde la mer) [1997] – Sasha – Sasha Hails
- Odüsszeusz (The Odyssey) [1997] – Kalüpszó – Vanessa Williams
- Óvszerháború (Trojan War) [1997] – Leah Jones – Jennifer Love Hewitt
- A Sakál árnyéka (The Assignment) [1997] – Maura Ramirez – Claudia Ferri
- Egyiptom hercege (The Prince of Egypt) [1998] – Miriam (hangja) – Sandra Bullock + Auth Csilla
- Ennivaló a csaj (Home Fries) [1998] – Sally Jackson – Drew Barrymore
- Időgéppel a lovagkorba (A Knight in Camelot) [1998]
- A nő kétszer (Sliding Doors) [1998] – Helen Quilley – Gwyneth Paltrow
- Vad szépség (B. Monkey) [1998] – Beatrice – Asia Argento
- Zorro álarca (The Mask of Zorro) [1998] – Elena Montero / Elena Murrieta – Catherine Zeta-Jones
- Apafej (Big Daddy) [1999] – Vanessa – Kristy Swanson
- Au Pair (Au Pair) [1999]
- A bambanő (Never Been Kissed) [1999] – Josie Geller – Drew Barrymore
- Betolakodó (The Intruder) [1999] – Catherine Girard – Charlotte Gainsbourg
- A csaj nem jár egyedül (She's All That) [1999] – Taylor Vaughan – Jodi Lyn O'Keefe
- Első látásra (At First Sight) [1999] – Amy Benic – Mira Sorvino
- Ember tervez (Best Laid Plans) [1999] – Lissa – Reese Witherspoon
- Észvesztő (Girl, Interrupted) [1999] – Susanna Kaysen – Winona Ryder
- Ítéletnap (End of Days) [1999] – Christine York – Robin Tunney
- Sárkányok harca (Bridge of Dragons) [1999]
- Tök alsó (Deuce Bigalow: Male Gigolo) [1999] – Arija Bareikis
- Blair Witch – Ideglelés 2. (Book of Shadows: Blair Witch 2) [2000] – Erica Geerson – Erica Leerhsen
- Bölcsek kövére 2. – A Klump család (Nutty Professor II: The Klumps) [2000] – Denise Gaines professzor – Janet Jackson
- Én és én meg az Irén (Me, Myself & Irene) [2000] – Layla – Traylor Howard
- A hazafi (The Patriot) [2000] – Charlotte Selton – Joely Richardson
- Kegyetlen játékok 2. – A Manchesteri előkészítő iskola (Cruel Intentions 2) [2000] – Danielle Sherman – Sarah Thompson
- A király testőre (The King’s Guard) [2000] – Gwendolyn hercegnő – Ashley Jones
- Mindent a szépségért (Beautiful) [2000] – Mona Hibbard – Minnie Driver
- Mona Lisa mosolya (Playing Mona Lisa) [2000] – Claire Goldstein – Alicia Witt
- Ősz New Yorkban (Autumn in New York) [2000] – Charlotte – Winona Ryder
- Rémségek könyve 2. – A végső vágás (Urban Legends: Final Cut) [2000] – Amy Mayfield – Jennifer Morrison
- Rossz álmok (The Gift) [2000] – Valerie Barksdale – Hilary Swank
- Sade márki játékai (Quills) [2000] – Simone – Amelia Warner
- Sötét ablak (En face) [2000] – Michelle – Clotilde Courau
- Szünidei gyilkosságok (Flashback – Mörderische Ferien) [2000] – Lissy Schroeder – Simone Hanselmann
- Titán – Időszámításunk után (Titan A.E.) [2000] – Akima (hangja) – Drew Barrymore
- Búcsúdal (Les jolies choses) [2001] – Marie / Lucie – Marion Cotillard
- A csábítás elmélete (Someone Like You…) [2001] – Jane Goodale – Ashley Judd
- Érzéki csalódás (One Night at McCool’s) [2001] – Jewel – Liv Tyler
- Felpörgetve (Driven) [2001] – Sophia Simone – Estella Warren
- Final Fantasy – A harc szelleme (Final Fantasy: The Spirits Within) [2001] – Dr. Aki Ross (hangja) – Ming-Na Wen
- Jóban-rosszban (The Anniversary Party) [2001] – Gina Taylor – Jennifer Beals
- Kismocsok (Joe Dirt) [2001] – Brandy – Brittany Daniel
- Minus (Minoes) [2001] – Minus – Carice van Houten
- Ozmózis Jones – A belügyi nyomozó (Osmosis Jones) [2001] – Leah (hangja) – Brandy Norwood
- Pearl Harbor – Égi háború (Pearl Harbor) [2001] – Betty Bayer nővér – Jaime King
- A pokolból (From Hell) [2001] – Mary Kelly – Heather Graham
- Quo vadis? (Quo Vadis?) [2001] – Lygia – Magdalena Mielcarz
- Ritka madár (Rare Birds) [2001] – Alice – Molly Parker
- A szenvedély ritmusa (The Way She Moves) [2001] – Amie – Annabeth Gish
- Tök állat (The Animal) [2001] – Rianna – Colleen Haskell
- Tortilla leves (Tortilla Soup) [2001] – Carmen – Jacqueline Obradors
- Bunbury, avagy jó, ha szilárd az ember (The Importance of Being Earnest) [2002] – Cecily – Reese Witherspoon
- Femme Fatale (Femme Fatale) [2002] – Laure Ash / Lily – Rebecca Romijn
- Hős (Ying xiong) [2002] – Hold – Zhang Ziyi
- A kárhozottak királynője (Queen of the Damned) [2002] – Jessica „Jesse” Reeves – Marguerite Moreau
- Költői szerelem (Possession) [2002] – Maud Baley – Gwyneth Paltrow
- Max (Max) [2002] – Liselore von Peltz – Leelee Sobieski
- Ripley és a maffiózók (Ripley’s Game) [2002] – Luisa Harari – Chiara Caselli
- Rossz társaság (Bad Company) [2002] – Julie – Kerry Washington
- A sátán kutyája (The Hound of the Baskervilles) [2002] – Miss Stapleton – Neve McIntosh
- Vagány nők klubja (Divine Secrets of the Ya-Ya Sisterhood) [2002] – Vivi Abbott Walker fiatalon – Ashley Judd
- A palota ékköve (대장금) [2003} – Seo Jang-geum – I Jonge
- Csak Ön után! (Après vous…) [2003] – Blanche Grimaldi – Sandrine Kiberlain
- Hulk (Hulk) [2003] – Betty Ross – Jennifer Connelly
- Ki nevel a végén? (Anger Management) [2003] – Linda – Marisa Tomei
- Parttól partig (Coast to Coast) [2003] – Stacey Pierce – Selma Blair
- Pokolba a szerelemmel (Down with Love) [2003] – Barbara Novak – Renée Zellweger
- Totál szívás (Les gaous) [2003]
- Válás francia módra (Le divorce) [2003] – Isabel Walker – Kate Hudson
- Volt egyszer egy Mexikó (Once Upon a Time in Mexico) [2003] – Carolina – Salma Hayek
- Derült égből Polly (Along Came Polly) [2004] – Lisa Kramer – Debra Messing
- Godsend – A teremtés klinikája (Godsend) [2004] – Jessie Duncan – Rebecca Romijn
- Gubancok (Knots) [2004] – Greta – Annabeth Gish
- A Hihetetlen család (The Incredibles) [2004] – Helen Parr / Nyúlányka (hangja) – Holly Hunter
- Hosszú jegyesség (Un long dimanche de fiançailles) [2004] – Tina Lombardi – Marion Cotillard
- Kattant egy esztendő (El año de la garrapata) [2004] – Ana – Verónica Sánchez
- A konyhában soha (Mai storie d’amore in cucina) [2004] – Evelina – Bianca Guaccero
- Lőpor, árulás és összeesküvés (Gunpowder, Treason & Plot) [2004] – Mária, Skócia királynője – Clémence Poésy
- Már megint bérgyilkos a szomszédom (The Whole Ten Yards) [2004] – Jill Tudeski – Amanda Peet
- Padlógáz (Autobahnraser) [2004] – Nicki – Henriette Richter-Röhl
- Szent György és a sárkány (George and the Dragon) [2004] – Luma hercegnő – Piper Perabo
- A temetetlen halott (A temetetlen halott) [2004] – Erzsi – Vanda Turekova
- Az utolsó gyémántrablás (After the Sunset) [2004] – Lola Cirillo – Salma Hayek
- Vad vágyak 2. (Wild Things 2) [2004] – Brittney Havers – Susan Ward
- Vinci (Vinci) [2004] – Magda – Kamila Baar
- A zűrhajó ((T)Raumschiff Surprise – Periode 1) [2004] – Metapha királynő – Anja Kling
- Ádám és Éva (Adam and Eve) [2005] – Eve – Emmanuelle Chriqui
- Ara-para (Confessions of an American Bride) [2005] – Sam – Shannon Elizabeth
- Bizonyítás (Proof) [2005] – Catherine – Gwyneth Paltrow
- Büszkeség és balítélet (Pride & Prejudice) [2005] – Elizabeth „Lizzie” Bennet – Keira Knightley
- El Tropico (The Lost City) [2005] – Aurora Fellove – Inés Sastre
- Fekete víz (Dark Water) [2005] – Dahlia – Jennifer Connelly
- Hollywoodi álmok (My Scene Goes Hollywood: The Movie) [2005] – Nolee (hangja) – Tegan Moss
- King Kong (King Kong) [2005] – Ann Darrow – Naomi Watts
- Négyen egy gatyában (The Sisterhood of the Traveling Pants) [2005] – Tibby – Amber Tamblyn
- Sok hűhó semmiért (Much Ado About Nothing) [2005] – Margaret – Nina Sosanya
- Szerelmi fogócska (À la poursuite de l'amour) [2005] – Camille – Claire Keim
- Veszélyes börtön (Shackles) [2005]
- Anyám nyakán (Failure to Launch) [2006] – Kit – Zooey Deschanel
- Arthur és a villangók (Arthur et les Minimoys) [2006] – Holdviola (hangja) – Madonna
- Asterix és a vikingek (Asterix et les Vikings) [2006] – Abba (hangja) – Sara Forestier
- Beethoven árnyékában (Copying Beethoven) [2006] – Anna Holtz – Diane Kruger
- Cserebere szerencse (Just My Luck) [2006] – Dana – Bree Turner
- Egy életem, két halálom (Live Once, Die Twice) [2006] – Zoe Ravena – Cindy Sampson
- Az Északi-tenger kalózai (Störtebeker) [2006] – Elisabeth Preen – Claire Keim
- Fekete Dália (The Black Dahlia) [2006] – Elizabeth Short – Mia Kirshner
- Gyilkos szerelem (Lonely Hearts) [2006] – Martha Beck – Salma Hayek
- Három nővér – Made in Germany (Drei Schwestern made in Germany) [2006] – Guddi Sonnenberg – Mavie Hörbiger
- Hősök – I/1. rész (Heroes: Chapter One 'Genesis') [2006] – Niki Sanders / Jessica Sanders – Ali Larter
- Ilyen még nem volt (Something New) [2006] – Kenya Denise McQueen – Sanaa Lathan
- Kárhozott szeretők (Ask the Dust) [2006] – Camilla – Salma Hayek
- Kígyók a fedélzeten (Snakes on a Plane) [2006] – Tiffany – Sunny Mabrey
- A könnyek völgye (The Valley of Tears) [2006]
- Las Bandidas (Bandidas) [2006] – Sara Sandoval – Salma Hayek
- Shameless – Szégyentelenek – Fiona Gallagher – Emmy Rossum
- Miss Marple 06.: A láthatatlan kéz (The Moving Finger) [2006]
- Nagyon vadon (Open Season) [2006] – Gizella (hangja) – Jane Krakowski
- Poseidon (Poseidon) [2006] – Jennifer Ramsey – Emmy Rossum
- Rejtélyek szigete (The Wicker Man) [2006] – Fűzfa nővér – Kate Beahan
- Távkapcs (Click) [2006] – Donna Newman – Kate Beckinsale
- Topmodell a barátnőm (La doublure) [2006] – Elena Simonsen – Alice Taglioni
- Véres gyémánt (Blood Diamond) [2006] – Maddy Bowen – Jennifer Connelly
- Cserbenhagyás (Reservation Road) [2007] – Grace Learner – Jennifer Connelly
- Ki vagy, doki? – A holtak bolygója (Doctor Who: Planet of the Dead) [2009] – Lady Christina – Michelle Ryan

## Hangjáték
- Guy de Maupassant: Próba (1998)
- Federico Fellini: A legnagyobb találmány (2001)
- Pacskovszky Zsolt: A szerelem hangja (2001)
- Révész György: Helycsere (2006)
- Mikó Csaba: A két kis angol (2007)
- Oravecz Imre: 1972. szeptember (2012)
- Andreas Capellanus: Értekezés a szerelem művészetéről (2013)
- Casanova: Casanova visszatér (2015) – közreműködő[5]
- Móricz Zsigmond: Tündérkert (2014)
- Móricz Zsigmond: Forró mezők (2015)
- Rejtő Jenő: Vesztegzár a Grand Hotelben (2015)
- Móricz Zsigmond: A nagy fejedelem (2016)
- Kosztolányi Dezső: Városi történetek az 1910-es évekből (2018)
- Kosztolányi Dezső: Városi történetek az 1920-as évekből (2018)
- Czető Bernát László: Túloldali történetek (2019)
- Móricz Zsigmond: A nap árnyéka (2019)
- Domonyi Rita: Tündérbodár (2020)
- Kaffka Margit: Színek és évek (2021)

## Lemezei
- Bergengóciából jöttünk (2015)

## Díjai
- Jászai Mari-díj (2016)
- Fonogram díj (2016)
- Arany Medál díj – Az év színésznője (2021)[6]
- Érdemes művész (2022)[7]

## Reklámhang
- Opel Astra – 2013
- Ricolla Cukorka – 2020
- Atrium Fashions City – 2021